# Cedda
Cedda (též Cadda, Ceadda nebo Chad; narozen asi 590) byl druhým synem prince Cuthwina z rodu Cerdikovců a vnukem anglosaského krále Wessexu Ceawlina (pro toto období je termín Wessex ahistorický; ve skutečnosti se jednalo o „království“ saského kmenového uskupení Gewisů, ze kterého se království Wessex vyvinulo). Datum jeho smrti není známo. Je uveden jako otec prince Coenberhta, jehož synem byl král Cædwalla.
Ceddovo jméno má souvislost se jménem sv. Ceady (jako Ceadda v Bedových Církevních dějinách národa Anglů) a je odvozeno z keltobritského kořene „cat“ nebo „cad“ ve významu „bitva“. Je tak jedním z řady zjevně keltobritských jmen vyskytujících se ve vládnoucí rodině království Wessex, včetně jména Ceddova vnuka krále Cædwally.